# Geremia Re

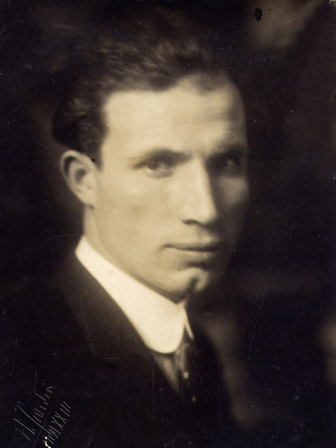
Geremia Re nel 1923.

Geremia Re (Leverano, 21 giugno 1894 – Lecce, 13 gennaio 1950) è stato un pittore italiano.

## Biografia

### Giovinezza
Geremia Re nasce a Leverano (Lecce) il 21 giugno 1894, da padre sarto e da madre casalinga e aiuto sarta, primo di sei figli. Il progetto è fare del ragazzo bravo e promettente un sarto da signora, la più alta ambizione del tempo presso simili famiglie artigiane, perciò, pur con molti sacrifici, si è disposti addirittura a mandarlo a Roma per un corso di sartoria femminile, nel 1910.
Una volta giunto nella capitale, il giovane può invece coltivare e realizzare il segreto sogno di imparare a disegnare e a dipingere, come fa sin da ragazzo, di visitare musei e gallerie e anche l'esposizione internazionale d'arte di Roma del 1911. Grazie alla comprensione di un suo maestro sarto (piccolo amatore d'arte che gli acquista i quadretti che lui crea, per il suo sostentamento), e dopo aver convinto i genitori inizialmente contrari, decide di iscriversi nel 1912 al Regio Istituto Superiore di Belle Arti di Roma, dove frequenta i corsi inferiori e superiori e si licenzia nella prima sessione dell'anno scolastico 1916-17.
Dal 1913 al 1917, frequenta quindi corsi di decorazione murale, i corsi speciali di pittura, il corso libero del nudo a Roma, come in seguito i corsi speciali di pittura presso l'Accademia Albertina di Torino, grazie ad un provvedimento concesso agli studenti universitari nel periodo della prima guerra mondiale (1915-18). Prende parte alla battaglia del Piave, alla presa di Gorizia e poi è mandato in congedo illimitato a Tarvisio.

### Inizio carriera
Geremia torna a Leverano e dall'anno scolastico 1921-22, inizia la carriera professionale didattica presso la R. Scuola Artistica Industriale "G. Pellegrino" di Lecce, con l'insegnamento di “Decorazione Pittorica”, “Decorazione Murale ” e “Disegno di figura”.
Nel frattempo, partecipa a diverse esposizioni pugliesi e nazionali. Nel 1919, infatti, prende parte alla sua prima esposizione a Torino ("Amici dell'Arte") e nel 1920 a Roma. Nel 1921 organizza la sua prima mostra a Lecce, a cui faranno seguito altre, sempre a Lecce, nel 1922 (Associazione della Stampa), nel 1923 e nel 1925 (III Biennale di Gallipoli), nel 1931 al Circolo del Littorio. Altre mostre a Roma, nel 1921 e 1925 alla prima e terza Biennale Romana, e nel 1932 alla Mostra del Sindacato Laziale.
In questi anni frequenta molto liberamente la famiglia della fidanzata Concetta Mercedes Savina, passando molto tempo a ritrarre Concetta, la sorella, la madre, e la cosa fa molto mormorare il paese. Nel luglio del 1926 i due fidanzati si sposano e la coppia si trasferisce a Lecce. È stato nominato professore alla Scuola Statale di Arte della questa città, ove ha come allievo il futuro pittore Mino Delle Site.
La sua pittura va intanto acquistando sempre più maturità e consapevolezza, distaccandosi dalla tradizione del naturalismo tardo-ottocentesco, che ancora distingueva molta produzione artistica del suo tempo. Tende ad una visione più introspettiva e alla piena libertà del colore, che donano alle sue opere una fervida freschezza espressiva.

### Anni di grande produzione
Nel 1928, si reca a Parigi, dove risiede per alcuni mesi, per seguire da vicino i movimenti artistici europei.
Qui visiterà il Louvre e verrà a conoscenza dei vari esponenti dell'arte francese ed europea, da Picasso a Braque, da Modigliani a Carrà, da Cezanne a Matisse, a Renoir, ecc. A Parigi inoltre, partecipa con successo di critica al Salon d'Automne, con un ritratto della attrice France Ellys, molto in vista in quel periodo in Francia e in Europa, e un suo disegno colorato sarà acquistato da un grande artista francese, che gli darà un posto d'onore nel suo salotto alla moda. Un giornale di Roma, La Tribuna, in data 6 luglio, dando la notizia del successo ottenuto da G. Re, avanza una previsione che poi non si avvererà: "Crediamo che G. Re non tornerà più ai dolci sogni delle spiagge salentine: la vita turbinosa della "Ville Lumière" lo terrà, forse per sempre, nelle sue spire".
Grazie al confronto con il mondo dei movimenti artistici, egli acquisisce maggiore consapevolezza dei suoi mezzi e valida conferma alle sue aspirazioni, che in breve lo pongono in grado di svolgere, negli anni trenta, una funzione propositiva nell'ambiente artistico salentino, accettando così di guidare il sindacato degli artisti leccesi. Inizia così la sua battaglia a sostegno della necessità di un reale rinnovamento e di uno svecchiamento dell'arte, contro la tradizione di una pittura illustrativa basata sulla pura accademica rappresentazione realistica.
Sono questi, per Geremia Re, anni di grande produzione e di intensa presenza in mostre, biennali e premi di pittura, provinciali, regionali e nazionali.

### Gli anni della guerra
G. Re vive a Lecce con la famiglia, fino al 1939, quando trascorre un "anno di aspettativa" a Leverano, tutto dedito alla preparazione di alcuni quadri e alla decorazione della Tavernetta del "Rifugio" di Veglie del conte Luciano Zecca, con figure alla Matisse, figure che allora fecero molto scalpore e scandalizzarono per il loro contenuto erotico, scandalose e fuori da ogni regola del tempo. Con quell'opera Geremia Re aveva rotto con tutta un'epoca e aveva cominciato a portare una ventata di aria nuova, grazie alle sue esperienze parigine, e alla sua scoperta di Matisse, in particolare. La tavernetta purtroppo, dopo qualche anno, fu rintonacata, per cui oggi non è più possibile ammirare l'opera, se non tramite riproduzioni fotografiche.
Con il nuovo anno scolastico 1939-40, si trasferisce con la famiglia al Nord, con la titolarità della cattedra di “Figura” presso l'Istituto d'Arte "Paolo Toschi" di Parma, improvvisamente vacante, entusiasta di ritornare nella vivace città emiliana, già conosciuta anni prima, per potersi avvicinare all'ambiente artistico moderno milanese, all'epoca il più importante in Italia.
E durante quattro anni parmensi, trascorre molte sere a Milano, (non più a Roma, dove spesso si recava da Lecce) dove ha modo di conoscere e frequentare musei, gallerie, colleghi (alcuni dei quali si trasferiranno a Parma, come Umberto Lilloni, Atanasio Soldati, ed altri tra cui Attilio Bertolucci, Carlo Mattioli, Oreste Macrì) e galleristi, alcuni dei quali ben impressionati dalle sue opere e che gli promettono alcune mostre personali, fino al 1943, mai però realizzate a causa del precipitare degli eventi bellici.
Ma quando le cose per la sua arte sembravano ormai volgere al meglio, nel luglio del 1943 rimane bloccato con la famiglia a Leverano, per le vacanze estive, dall'Armistizio dell’8 settembre; impossibilitato a ritornare a Parma, senza casa, mobilia né abiti invernali – la casa a Parma nel frattempo viene occupata da sfollati e alcuni beni vengono fortunatamente conservati dal padrone di casa – rientra in servizio in “comando” nella Scuola Artistica di Lecce.

### Dopo la guerra
Anche dopo la guerra, Geremia preferisce rimanere a Lecce, insieme agli amici intellettuali "che rimanevano nel sud", per contribuire da meridionalisti, al risveglio socio-politico, culturale ed artistico del Salento. In Italia ed in Puglia si verifica infatti una vivace ripresa delle attività culturali e dell'elaborazione artistica. In quegli anni, la sua arte si arricchisce di una più attenta riflessione sui valori dell'uomo, della società, della vita. Contemporaneamente, si assiste ad una prodigiosa crescita dei suoi mezzi espressivi, la densa pennellata, il colore prorompente che egli usa liberamente, ma con perfetto dosaggio.
Per l'anno scolastico 1949-50, il pittore aspira così alla direzione della Scuola di Lecce, per l'automatismo della sua anzianità di servizio nella scuola stessa e per l'assoluta stima da parte dei colleghi. Però non può coronare il suo progetto, perché improvvisamente giunge da Roma un direttore appositamente nominato.
Qualche mese prima, il conte L. Zecca, spesso residente a Roma, lo aveva accompagnato nello studio di Renato Guttuso, con il quale Geremia a lungo conversò e si intese, anche per nuovi incontri. Lo stesso Guttuso aveva già da tempo capito ed apprezzato lo spessore artistico di G. Re, come lo stesso ebbe a confessarlo alla vedova Re in una lettera del 1967, ed a G. Re stesso, quando durante il loro incontro, a G. Re che si presentava, rispose che lo conosceva e ammirava già da tempo e gli mostrò un ritaglio di giornale con la riproduzione di una "Maternità" che Re aveva esposto qualche anno prima, e che lui conservava.
Muore improvvisamente la sera del 13 gennaio 1950 a Lecce, per strada, al primo attacco di angina, mentre, insieme con un sensale, cercava casa, come quasi ogni sera ormai faceva prima di ritornare al paese.
Pochi mesi dopo la sua morte, giunse a Lecce I'architetto del Cinema Teatro Ariston, di cui G. Re aveva dipinto il grande pannello decorativo, "la Commedia Umana" (chiamato anche "Il Teatro della vita" proprio per la sua collocazione nella sala d'ingresso del Teatro), per commissionargli un altro pannello per l'edificanda Borsa di Roma: avrebbero - disse l'architetto - fatto uno scherzo a Guttuso, e sarebbe stata la definitiva consacrazione, l'inizio di nuove e più ampie prospettive.

## Opere
Fra le sue opere:
- Autoritratto
- Cieco al Piano
- Barche
- Donna sul terrazzo che legge
- Dopo il lavoro
- Interno di Sacrestia
- Maternità
- Poltrona Azzurra
- Pozzo campestre
- Figure
- Nature morte
- Fiori
- Il mendico (o Il Contadino)
- Il Teatro della Vita (o La Commedia Umana)[6]

## Mostre

### Nel corso della sua vita
- 1921 Roma, Prima Biennale Romana.
- 1922 Lecce,  Mostra collettiva all'Associazione della Stampa.
- 1923 Gallipoli, "Amatori d'Arte Gallipoli" II Esposizione d'Arte.
- 1924 Lecce, I Mostra d'Arte Salentina in Lecce.
- 1925 Gallipoli, III Biennale d'Arte Moderna.
- 1926 Lecce, Mostra Regionale d'Arte. Lecce, II Biennale Leccese d'Arte Pura ed Applicata.
- 1928 Parigi, Mostra al Salon d'Automne. Lecce, III Biennale Leccese.
- 1929 Brindisi, Mostra Personale al Circolo della Stampa.
- 1930 Bari, Prima Mostra Regionale del Sindacato Belle Arti di Puglia.
- 1931-32 Lecce, Mostra personale al Circolo del Littorio.
- 1932 Roma, Mostra del Sindacato Laziale.
- 1936 Bari, III Mostra del Sindacato Interprovinciale Belle Arti di Puglia. Lecce, I Mostra Sindacale d'Arte di Terra d'Otranto.
- 1939 Roma, Confederazione Fascista Professionisti e Artisti. La Mostra degli Artisti di Puglia, Galleria di Roma. Bari, VI Mostra Interprovinciale del Sindacato Fascista di Belle Arti.
- 1942 Parma, Mostra d'arte pro Combattenti.
- 1943 Parma, Mostra personale a Palazzo Marchi[8].
- 1946 Lecce, Mostra collettiva alla Bottega dell'Arte.
- 1947 Lecce, Circolo Cittadino. Mostra collettiva organizzata dal Comitato Assistenza Minorenni "F.Perrone".
- 1948 Lecce, Mostra collettiva di disegno alla Bottega dell'Arte.
- 1949 Lecce, Mostra personale al Circolo Cittadino.
- 1949-50 Lecce, Mostra collettiva nel Ridotto del Teatro Ariston.

### Dopo la sua morte
- 1951 Bari, I Mostra Nazionale di Pittura del "Maggio" di Bari.
- 1953 Roma, Mostra dell'Arte nella Vita del Mezzogiorno d'Italia. Lecce, Mostra collettiva al Circolo Cittadino.
- 1954 Bari, Mostra degli Artisti Salentini Contemporanei.
- 1956 Lecce, Mostra retrospettiva. Disegni di Geremia Re. Lecce, Mostra d'Arte Sacra per il XV Congresso Eucaristico Nazionale.
- 1960 Taranto, Galleria Taras, Mostra d'Artisti pugliesi contemporanei.
- 1977 Bari, Pinacoteca Provinciale, Arte in Puglia negli anni Trenta.
- 1981 Lecce, Mostra alla Galleria Artestudio36.
- 1983 Lecce, Castello di Carlo V, Mostra personale[9].
- 1986 Lecce, Museo Provinciale. Mostra di artisti salentini.
- 1988 Gallipoli, Biennale d'Arte città di Gallipoli: "Omaggio a Geremia Re".
- 1991 Mesola (Modena), Castello Estense. Il ritratto nella pittura italiana del '900. Bari, Castello Svevo, Il ritratto nella pittura del '900 italiano.
- 1997 Lecce, Arcidiocesi. Prima Triennale di Arte Sacra.
- 2003 Otranto, Castello Aragonese. Aria - II gusto in mostra.
- 2006 Copertino (Le), XX Mostra dell'Antiquariato. Leverano (Le), Mostra nella Sala Consiliare del Palazzo di Città.
- 2007 Lecce, Museo Provinciale, Arte in Terra d'Otranto tra Otto e Novecento.
- 2010 Leverano, Pal. Gorgoni, "Leverano nello sguardo di Geremia Re", mostra di disegni e foto[10].
- 2013 Foggia, Fondazione Banca del Monte, Pittori pugliesi 1900-1950[11].

### Mostre permanenti
Alcune opere di Geremia Re sono esposte:
- al Museo Provinciale "S. Castromediano" di Lecce
- alla Galleria nazionale di Parma
- alla Pinacoteca del Monastero Cistercense di Martano (LE)[12]
- alla Banca di Credito Coop. di Leverano (LE)
- alla Banca Pop. Pugliese di Matino (LE)
- alla Camera di Commercio di Lecce
- al Comune di Lecce.

## Riconoscimenti
Alla sua morte Renato Guttuso commentò: "Visse quasi sconosciuto e solo dopo la sua morte si accorsero che era
un pittore tra i migliori del suo tempo".
Nel dicembre 2003 è costituito nel Comune di Leverano il Centro Studi "Geremia Re".
Nell'agosto 2010 è inaugurata in questa città la mostra dal titolo "Leverano nello sguardo di Geremia Re", che proporrà schizzi e disegni inediti dell'artista salentino.
Oggi a lui è stata intitolata una strada di Lecce, Leverano, Poggiardo, Squinzano e Surbo (Giorgilorio) nella provincia di Lecce.